# Liste der Mitglieder des Landtages des Saarlandes (14. Wahlperiode)
Diese Liste gibt einen Überblick über die Mitglieder des Landtages des Saarlandes der 14. Wahlperiode (2009–2012). Der Landtag wurde am 26. Januar 2012 nach der Aufkündigung der Jamaika-Koalition am 6. Januar 2012 durch Ministerpräsidentin Kramp-Karrenbauer aufgelöst.

## Zusammensetzung

Sitzverteilung während der 14. Legislaturperiode

Nach der Wahl vom 30. August 2009 setzen sich die 51 Mandate des Landtages wie folgt zusammen:
| Fraktion                                                       | Sitze |
| -------------------------------------------------------------- | ----- |
| Christlich Demokratische Union Deutschlands (CDU)              | 20*   |
| Sozialdemokratische Partei Deutschlands (SPD)                  | 13    |
| Die Linke                                                      | 11    |
| Freie Demokratische Partei/Demokratische Partei Saar (FDP/DPS) | 4*    |
| Bündnis 90/Die Grünen                                          | 3     |

*) in der CDU-Fraktion ein Parteiloser; bis Dezember 2011: CDU-Fraktion 19, FDP-Fraktion 5

## Präsidium
PräsidentHans Ley (CDU)
1. VizepräsidentIsolde Ries (SPD)
2. VizepräsidentKarl-Josef Jochem (FDP)
1. SchriftführerinAstrid Schramm (Die Linke)
2. SchriftführerinClaudia Willger-Lambert (GRÜNE)
3. SchriftführerinDagmar Heib (CDU)

## Fraktionsvorsitzende
CDU-FraktionJürgen Schreier bis zum 5. November 2009
 Klaus Meiser
SPD-FraktionHeiko Maas
DIE LINKE-FraktionOskar Lafontaine
FDP-FraktionChristoph Hartmann bis zum 10. November 2009 und seit Januar 2012
 Horst Hinschberger bis zum 31. Dezember 2010
 Christian Schmitt bis 14. Dezember 2011
GRÜNE-FraktionHubert Ulrich

## Abgeordnete
| Mitglied des Landtages         | Lebens- daten | Partei                    | Wahlkreis   | Anmerkungen |
| ------------------------------ | ------------- | ------------------------- | ----------- | --- |
| Günter Becker                  | 1954          | CDU                       | Neunkirchen | |
| Silke Biendel                  | 1969          | SPD                       | Landesliste | |
| Heinz Bierbaum                 | 1946          | Linke                     | Landesliste | |
| Ulrich Commerçon               | 1968          | SPD                       | Saarbrücken | |
| Elke Eder-Hippler              | 1958          | SPD                       | Neunkirchen | |
| Dagmar Ensch-Engel             | 1955          | Linke                     | Saarlouis   | |
| Ralf Georgi                    | 1967          | Linke                     | Neunkirchen | |
| Tobias Hans                    | 1978          | CDU                       | Neunkirchen | |
| Christoph Hartmann             | 1972          | FDP                       | Landesliste | |
| Dagmar Heib                    | 1963          | CDU                       | Saarlouis   | |
| Günter Heinrich                | 1957          | CDU                       | Saarlouis   | |
| Horst Hinschberger             | 1950          | FDP                       | Saarbrücken | |
| Cornelia Hoffmann-Bethscheider | 1968          | SPD                       | Neunkirchen | ausgeschieden am 31. März 2011                                                                                     |
| Birgit Huonker                 | 1961          | Linke                     | Saarbrücken | |
| Peter Jacoby                   | 1951          | CDU                       | Saarbrücken | |
| Hans-Gerhard Jene              | 1961          | CDU                       | Neunkirchen | nachgerückt am 18. November 2009 für die Abg. Schäfer                                                              |
| Karl-Josef Jochem              | 1952–2024     | FDP                       | Landesliste | |
| Reinhold Jost                  | 1966          | SPD                       | Saarlouis   | |
| Magnus Jung                    | 1971          | SPD                       | Neunkirchen | |
| Georg Jungmann                 | 1956          | CDU                       | Saarlouis   | ausgeschieden am 18. November 2009, Ernennung zum Staatssekretär im Innenministerium                               |
| Martin Karren                  | 1962          | CDU                       | Saarbrücken | ausgeschieden am 18. November 2009, Ernennung zum Staatssekretär                                                   |
| Gisela Kolb                    | 1957          | SPD                       | Neunkirchen | |
| Annegret Kramp-Karrenbauer     | 1962          | CDU                       | Landesliste | |
| Christoph Kühn                 | 1964          | FDP                       | Saarlouis   | |
| Edmund Kütten                  | 1948          | CDU                       | Saarlouis   | nachgerückt am 18. November 2009 für den Abg. Jungmann                                                             |
| Heike Kugler                   | 1962          | Linke                     | Neunkirchen | |
| Helma Kuhn-Theis               | 1953          | CDU                       | Saarlouis   | |
| Oskar Lafontaine               | 1943          | Linke                     | Saarlouis   | |
| Hans Ley                       | 1954–2015     | CDU                       | Neunkirchen | |
| Rolf Linsler                   | 1942–2013     | Linke                     | Saarbrücken | |
| Heiko Maas                     | 1966          | SPD                       | Saarlouis   | |
| Klaus Meiser                   | 1954          | CDU                       | Saarbrücken | |
| Peter Müller                   | 1955          | CDU                       | Landesliste | ausgeschieden im August 2011                                                                                       |
| Stefan Pauluhn                 | 1962          | SPD                       | Neunkirchen | |
| Karl Rauber                    | 1952          | CDU                       | Neunkirchen | |
| Anke Rehlinger                 | 1976          | SPD                       | Saarlouis   | |
| Isolde Ries                    | 1956          | SPD                       | Saarbrücken | |
| Gisela Rink                    | 1951          | CDU                       | Saarbrücken | |
| Eugen Roth                     | 1957          | SPD                       | Landesliste | |
| Gaby Schäfer                   | 1957          | CDU                       | Neunkirchen | ausgeschieden am 18. November 2009, Ernennung zum Staatssekretär                                                   |
| Hermann-Josef Scharf           | 1961          | CDU                       | Neunkirchen | |
| Volker Schmidt                 | 1957          | SPD                       | Saarbrücken | |
| Christian Schmitt              | 1981          | parteilos (bis 2011: FDP) | Neunkirchen | eingetreten am 10. November 2009 für den Abg. Weisweiler; seit Dezember 2011 parteiloses Mitglied der CDU-Fraktion |
| Markus Schmitt                 | 1966          | Grüne                     | Neunkirchen | |
| Thomas Schmitt                 | 1973          | CDU                       | Saarlouis   | nachgerückt am 10. November 2009 für den Abg. Schreier                                                             |
| Lothar Schnitzler              | 1947          | Linke                     | Landesliste | |
| Astrid Schramm                 | 1956          | Linke                     | Saarbrücken | |
| Jürgen Schreier                | 1948          | CDU                       | Saarlouis   | am 10. November 2009 ausgeschieden                                                                                 |
| Wolfgang Schumacher            | 1959          | Linke                     | Saarlouis   | |
| Barbara Spaniol                | 1963          | Linke                     | Neunkirchen | |
| Roland Theis                   | 1980          | CDU                       | Landesliste | |
| Stephan Toscani                | 1967          | CDU                       | Neunkirchen | |
| Egbert Ulrich                  | 1962          | CDU                       | Landesliste | nachgerückt am 24. August 2011 für Peter Müller                                                                    |
| Hubert Ulrich                  | 1957          | Grüne                     | Landesliste | |
| Günter Waluga                  | 1954          | SPD                       | Neunkirchen | nachgerückt am 1. April 2011 für Abg. Hoffmann-Bethscheider                                                        |
| Bernd Wegner                   | 1957          | CDU                       | Saarbrücken | nachgerückt am 10. November 2009 für den Abg. Karren                                                               |
| Georg Weisweiler               | 1946          | FDP                       | Neunkirchen | am 10. November 2009 ausgeschieden, Ernennung zum Landesminister                                                   |
| Claudia Willger                | 1961          | Grüne                     | Saarbrücken | |